# Miguel Ricardo de Álava

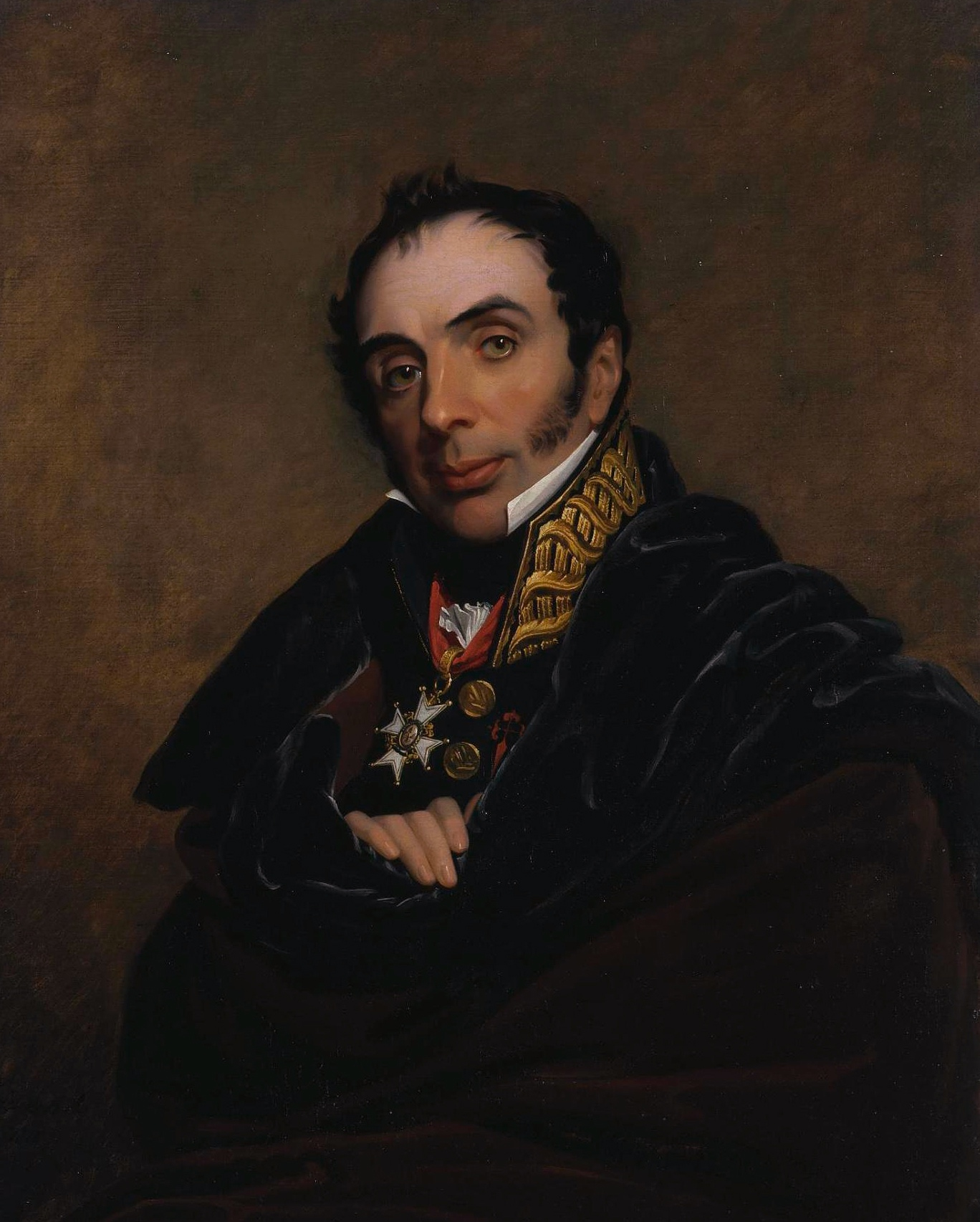
Miguel Ricardo de Alava (um 1818)

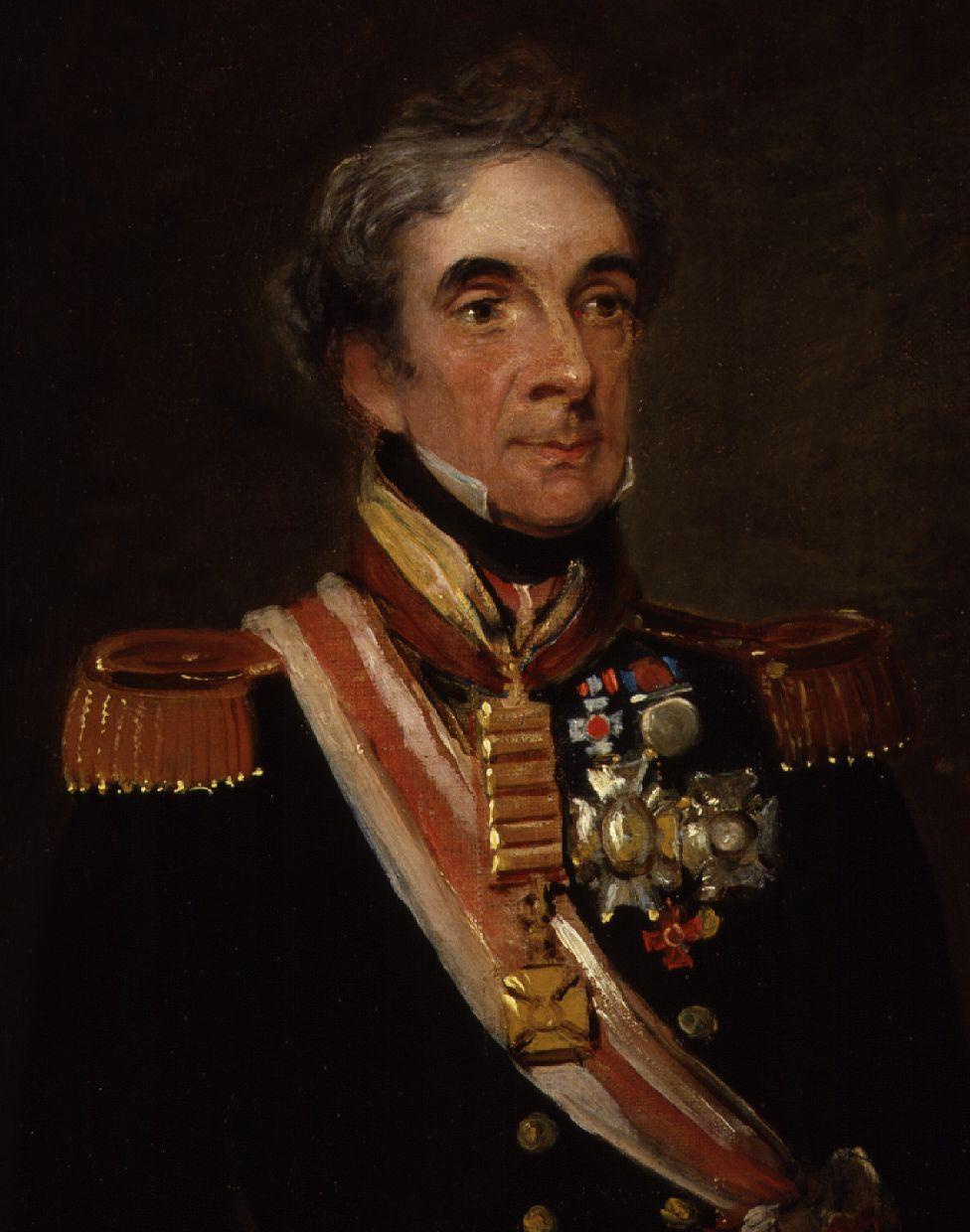
Miguel Ricardo de Alava (um 1830/1840)

Miguel Ricardo de Álava Esquível (* 7. Juli 1771 in Vitoria-Gasteiz; † 14. Juli 1843 in Barèges, Frankreich) war ein spanischer General und Diplomat.

## Leben
Er diente anfangs in der Flotte, dann im Heer, schloss sich 1808 den Franzosen an, verließ aber nach der Schlacht von Albuera 1811 die Sache Joseph Napoleons, wechselte auf die Seite Englands, wurde Wellingtons Adjutant und zeichnete sich in den weiteren Kämpfen gegen die Franzosen aus. Wellington erhob ihn nach der Schlacht von Vitoria zum General.
Nach der Rückkehr Ferdinands VII. wurde er auf Betreiben der Kamarilla wegen liberaler Gesinnung eingekerkert und erst auf Drängen Wellingtons und durch Bestechung der Höflinge seitens der baskischen Städte befreit. Auf Wunsch des Prinzen von Oranien wurde er dann spanischer Gesandter in Den Haag, aber 1819 als verdächtig abberufen.
Im Jahr 1820 schloss er sich der Revolution an und wirkte für Wiederaufrichtung der Konstitution von 1812, focht 1822 gegen die königlichen Garden und verhandelte 1823 in Cádiz im Namen der Regierung mit Angoulême. 1822 wurde er auch als Vertreter von Álava zum Mitglied des Parlaments (Congreso de los Diputados) gewählt und war darüber hinaus im Mai 1822 auch Präsident des Deputiertenkongresses. Der Rache Ferdinands entzog er sich durch die Flucht nach Gibraltar, dann nach England.
Dort und in den Niederlanden lebte er mit Unterstützung seiner Freunde, bis er von der Königin Christina zurückgerufen und 1834 zum Pair des Reichs erhoben wurde. Unter der Regierung Martínez de la Rosa wurde er Gesandter in London, gab diesen Posten aber schon 1835 wieder auf und widmete sich der parlamentarischen Tätigkeit.
Am 14. September 1835 wurde er als Nachfolger von José María Queipo de Llano Ruiz de Saravia Ministerpräsident Spaniens. Allerdings verlor er dieses Amt bereits elf Tage später an den bisherigen Schatzminister (Ministro de Hacienda) Juan Álvarez Mendizábal.
Nachdem eine neue Revolution der spanischen Regierung die Konstitution von 1812 aufzwang, verweigerte de Álava, im Widerspruch mit seiner Vergangenheit, deren Annahme, verließ den Staatsdienst und starb 1843 in den Bädern von Barèges.